# 白玉米捲管螺
白玉米捲管螺（学名：Inquisitor sp.）为捲管螺科玉米捲管螺屬下的一个种。